# 北非豹
北非豹是非洲豹（Panthera pardus pardus）在北非的種群，极可能已绝迹，主居於北非的阿特拉斯山脈。北非豹於北非是極罕有的，只有少數北非豹居於摩洛哥和阿爾及利亞和在埃及。
北非豹过去依形态学被视为豹的亚种之一，在经过DNA分析后，所有非洲大陆的豹都归为同一个亚种——非洲豹，其学名“Panthera pardus panthera”也成为后者的异名。
北非豹有很厚的毛，是豹中居於冷氣候的種類。 牠們主要捕食巴巴利獼猴， 瞪羚和一些小型動物。